# تپه چغاگنوژ
تپه چغاگنوژ مربوط به دوره نوسنگی - است و در شهرستان کرمانشاه، بخش کوزران، دهستان سنجابی، غرب روستای چغاگنوژ واقع شده و این اثر در تاریخ ۲۶ اسفند ۱۳۸۶ با شمارهٔ ثبت ۲۱۷۸۶ به‌عنوان یکی از آثار ملی ایران به ثبت رسیده است.